# Nautla
Nautla es una localidad del estado mexicano de Veracruz. Es cabecera del municipio de Nautla.

## Demografía
| Censo | Población |
| ----- | --------- |
| 1900  | 654       |
| 1910  | 904       |
| 1921  | 1140      |
| 1930  | 1237      |
| 1940  | 1418      |
| 1950  | 1432      |
| 1960  | 1409      |
| 1970  | 1935      |
| 1980  | 2394      |
| 1990  | 2616      |
| 1995  | 2714      |
| 2000  | 2829      |
| 2005  | 3118      |
| 2010  | 3040      |
| 2020  | 3311      |